# Los Llanos de Aridane
Los Llanos de Aridane település Spanyolországban, Santa Cruz de Tenerife tartományban. Los Llanos de Aridane Tijarafe, Tazacorte, El Paso és Fuencaliente de la Palma községekkel határos. Lakosainak száma 20 283 fő (2024).

## Népesség
A település népessége az elmúlt években az alábbi módon változott:
| Lakosok száma | 19 536 | 19 659 | 20 170 | 20 766 | 20 895 | 20 416 | 20 107 | 20 467 | 20 551 | 20 283 |
|               | 2001   | 2004   | 2007   | 2009   | 2012   | 2014   | 2017   | 2019   | 2022   | 2024   |